# Крефельдский ботанический сад
Крефельдский ботанический сад — ландшафтный памятник природы, городской ботанический парк, расположенный в городе Крефельд в Германии. Его площадь составляет около 3,6 гектаров.

## Особенности и достопримечательности парка
В 1928 году один из школьных садов Крефельда, благодаря инициативным любителям природы, постепенно превратился в ботанический сад города. На площади 3,6 гектаров здесь в теплицах и тематических зонах разместились около 5000 видов растений. Вход в ботанический сад бесплатный.
В саду широко представлена местная флора, имеется большая коллекция редких кактусов, плотоядных растений, орхидей, лекарственных трав, болотных и водных растений. На территории сада также обустроен розарий, альпийский сад и дачный сад.

### Кактусы
Редкие кактусы растут в большой оранжерее, которая доступна для посетителей ботанического сада в первое воскресенье каждого месяца с мая по октябрь. В эти дни проводятся экскурсии, флористы делятся полезной информацией по уходу за различными видами кактусов.

Кактусы
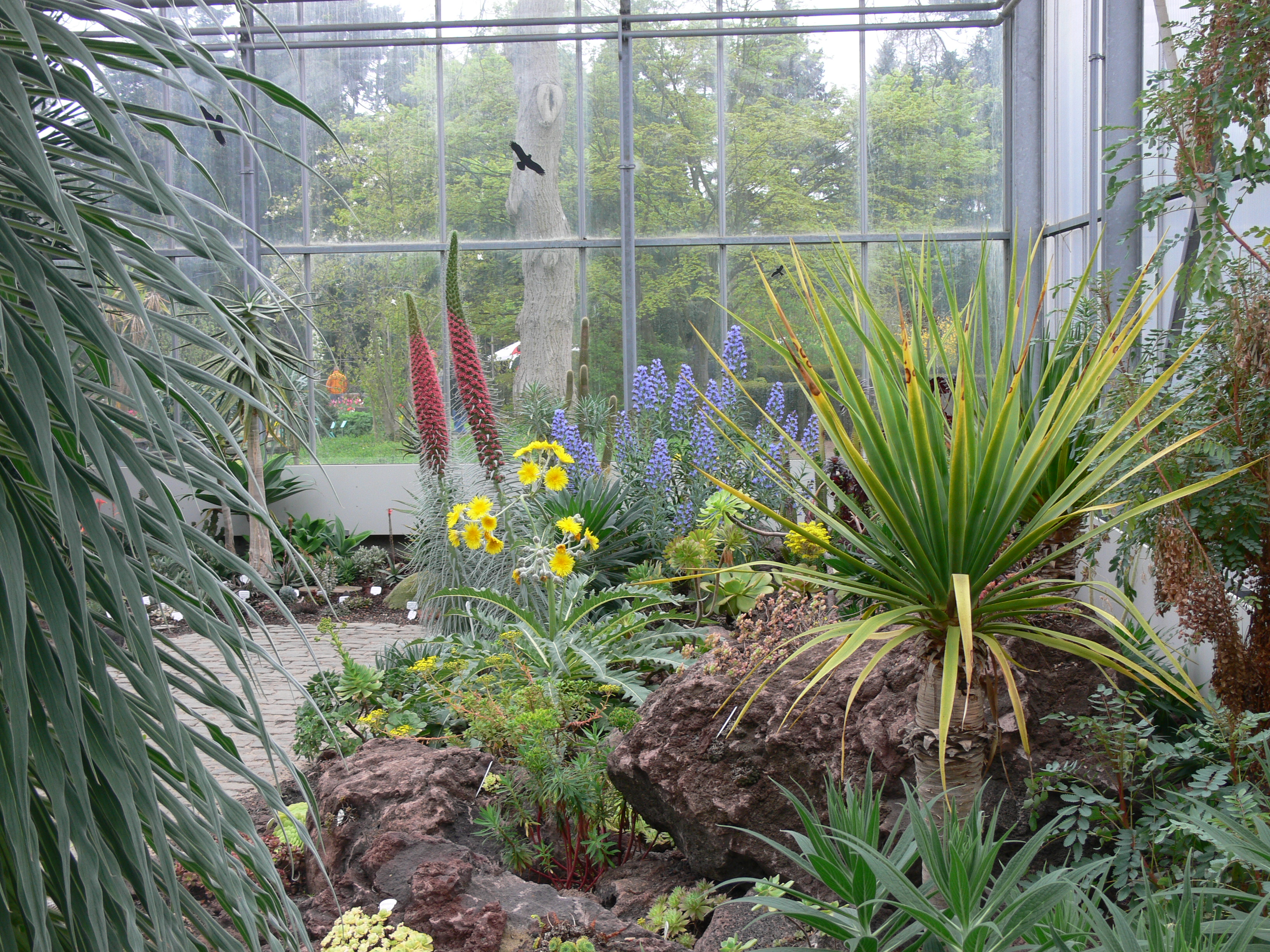
Оранжерея
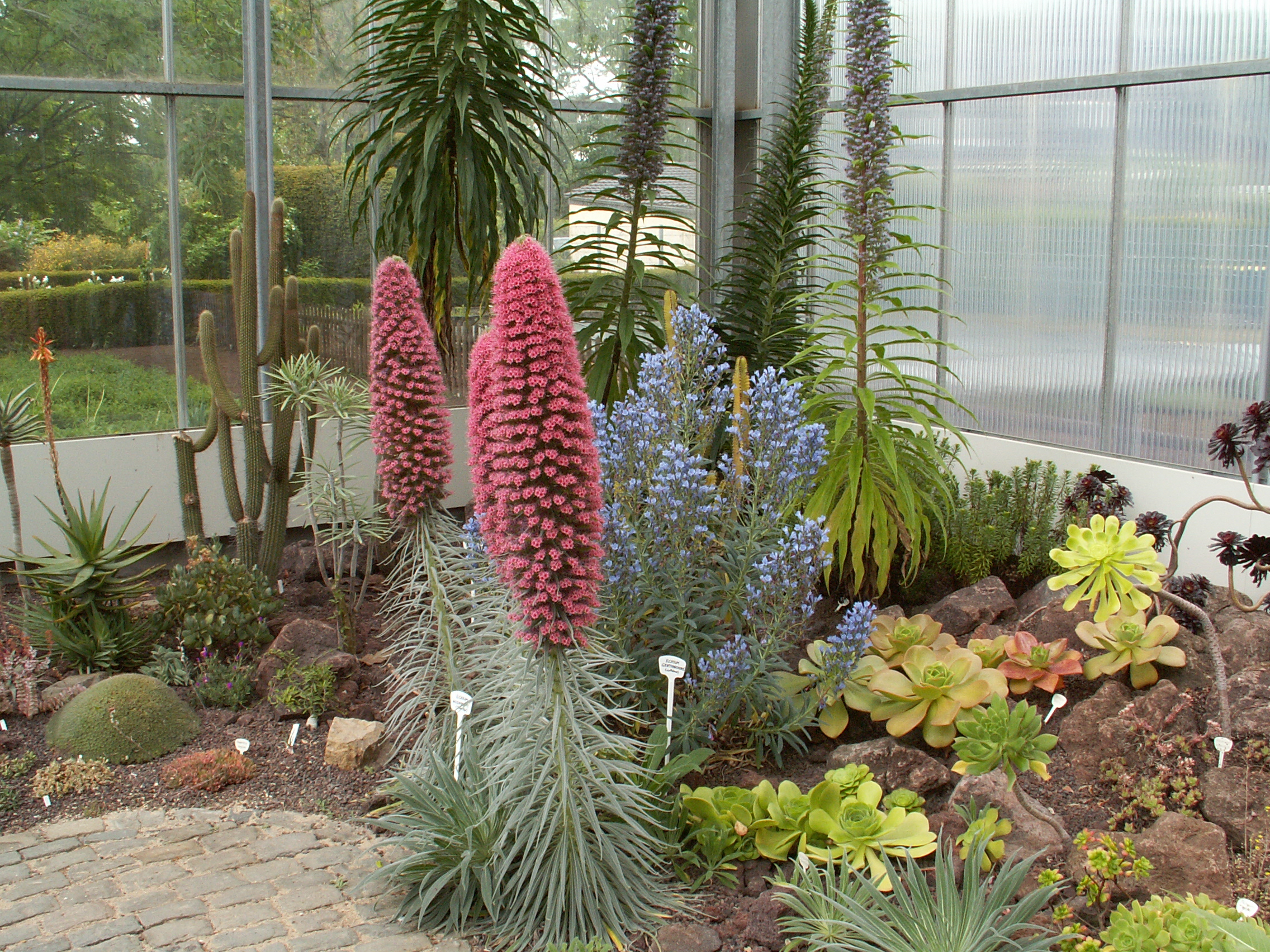
Особые условия для растений
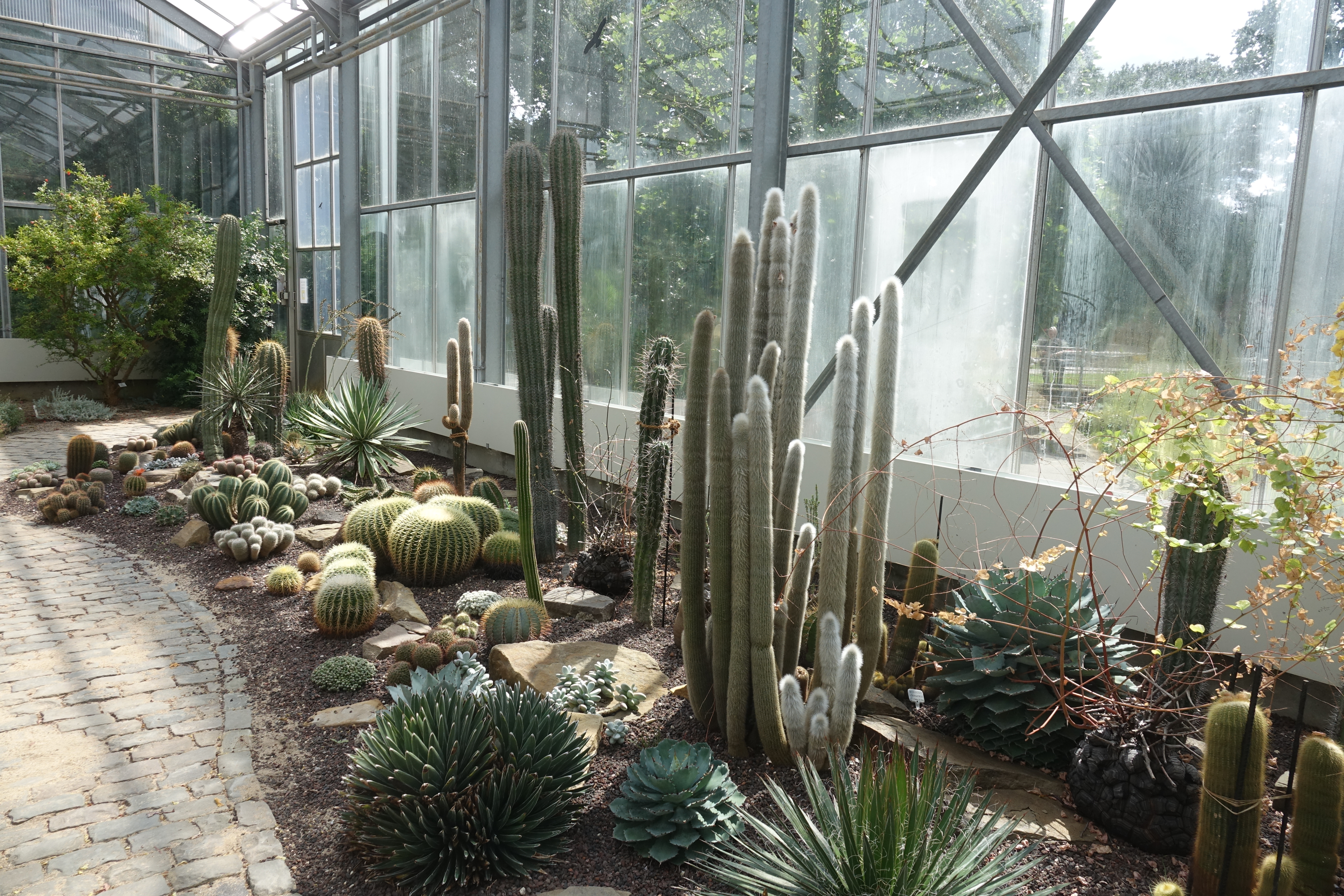
Кактусы
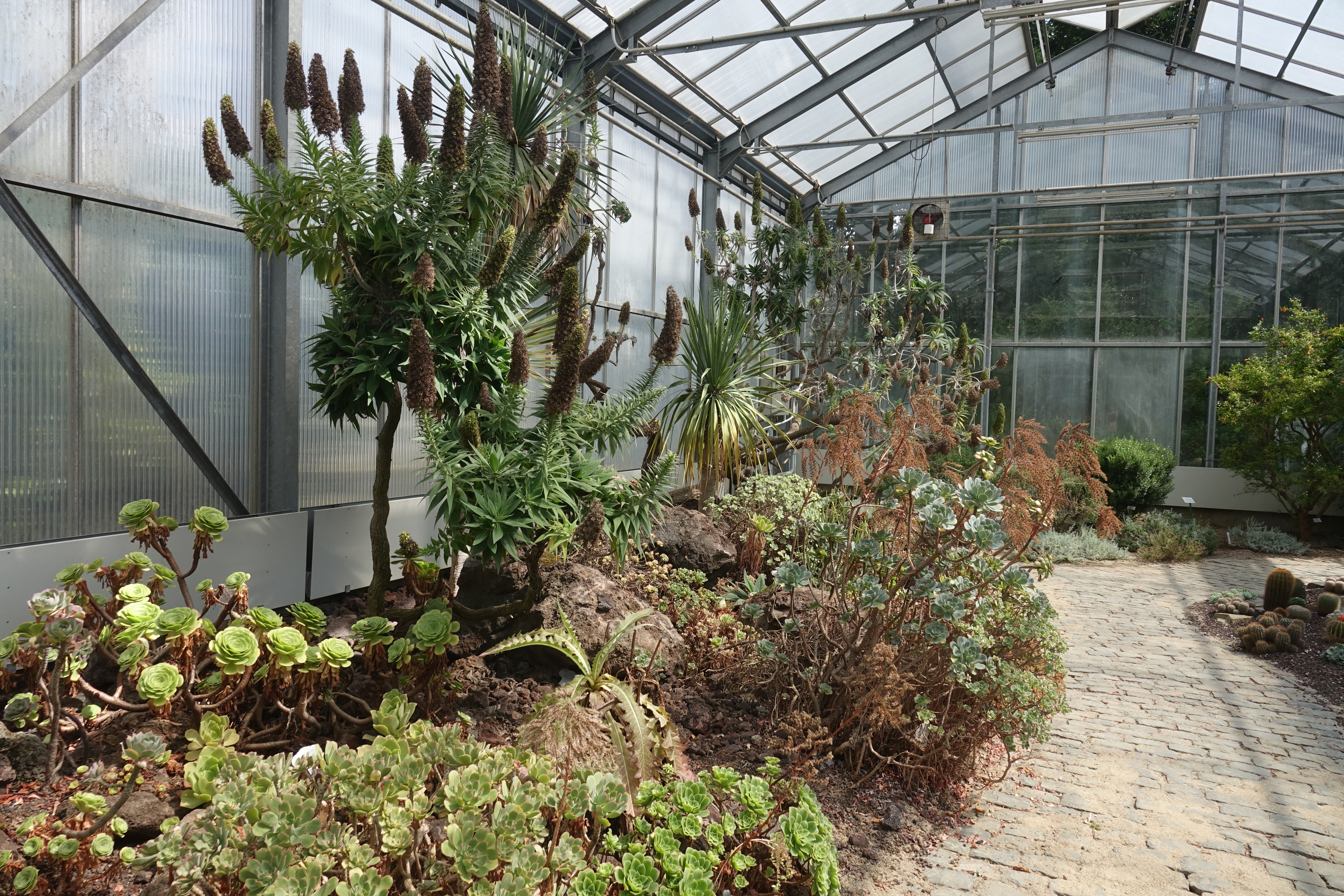
Разнообразие
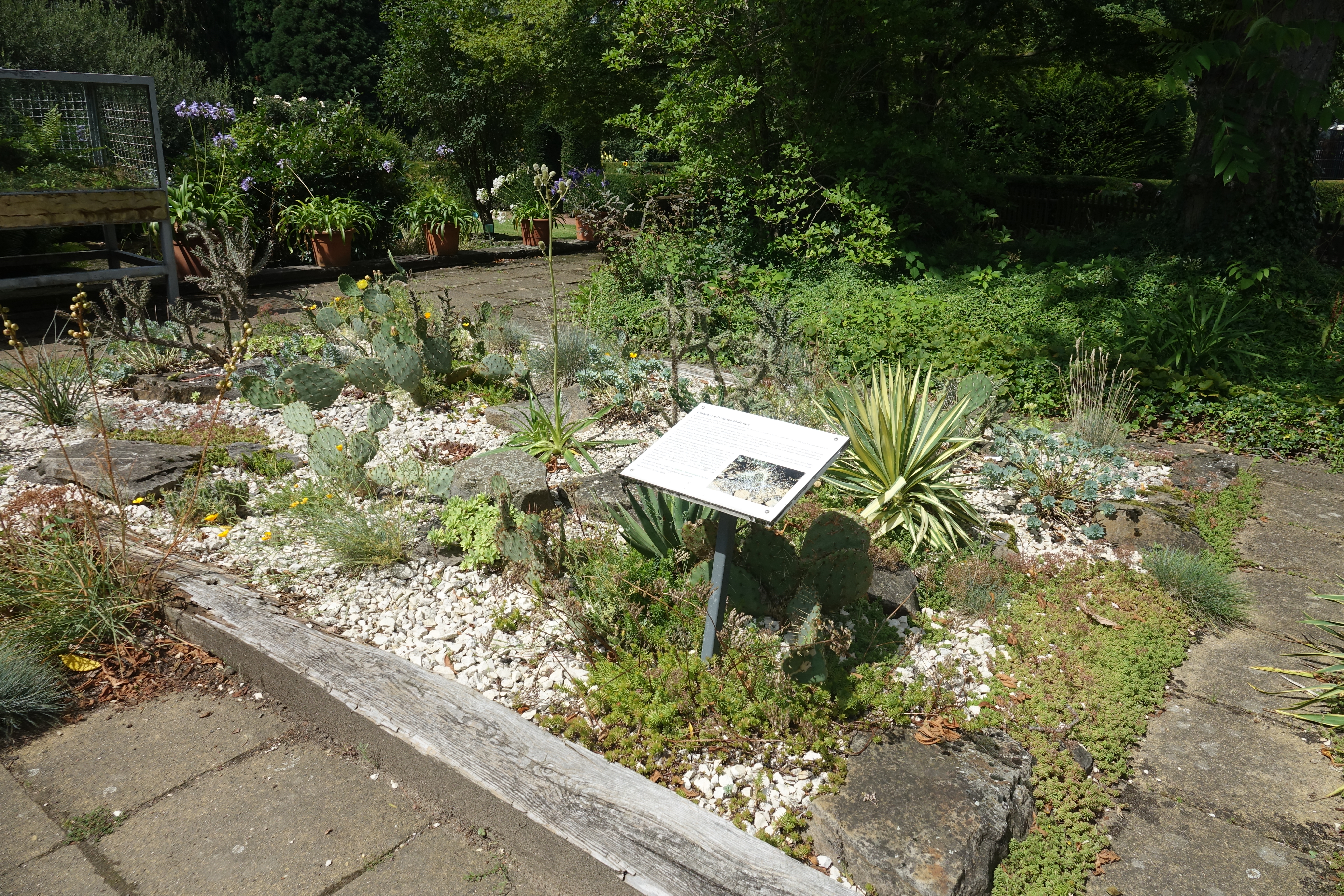
Клумбы с кактусами

### Школьный сад
В ботаническом саду Крефельда разбит и обустроен школьный сад для проведения занятий по ботанике и биологии. Еженедельно школьные классы и группы учащихся из близлежащей средней школы приходят на эту территорию и проводят лабораторные и исследовательские работы.

### Аптекарский сад
Цель этого участка ботанического сада - познакомить посетителей с фитотерапией и продемонстрировать экскурсионно различные виды лекарственных растений, содержащихся в различных сборах и готовых препаратах.
В этом тематической зоне представлено около 100 растений, расположенных в зависимости от области их применения. Специальные аншлаги содержат информацию о названиях, происхождении и ингредиентах каждого вида растений. Стенды предоставляют информацию об истории фитотерапии и важности правильной дозировки для медицинского эффекта. Также здесь представлена подборка ядовитых растений.

### Розарий
На территории сада разбит розарий, который имеет большую и уникальную коллекцию кустарниковых, клумбовых и чайно-гибридных роз. Небольшой деревянный мостик ведет в эту зону роз.

## Выставки и события
Ежегодно, в первую субботу и воскресенье мая, на территории ботанического сада проводится выставка искусства и дизайна "Art of Eden". Это мероприятие, которое также проводится в Дармштадте, является форумом для ландшафтных дизайнеров. Отечественные и зарубежные дизайнеры и художники съезжаются сюда и активно принимают участие в обсуждениях и выработки различных проектов по организации ландшафтного дизайна. В это же время организовывается продажа экспонатов, вписанных в обширный ландшафт ботанического сада.

Выставки
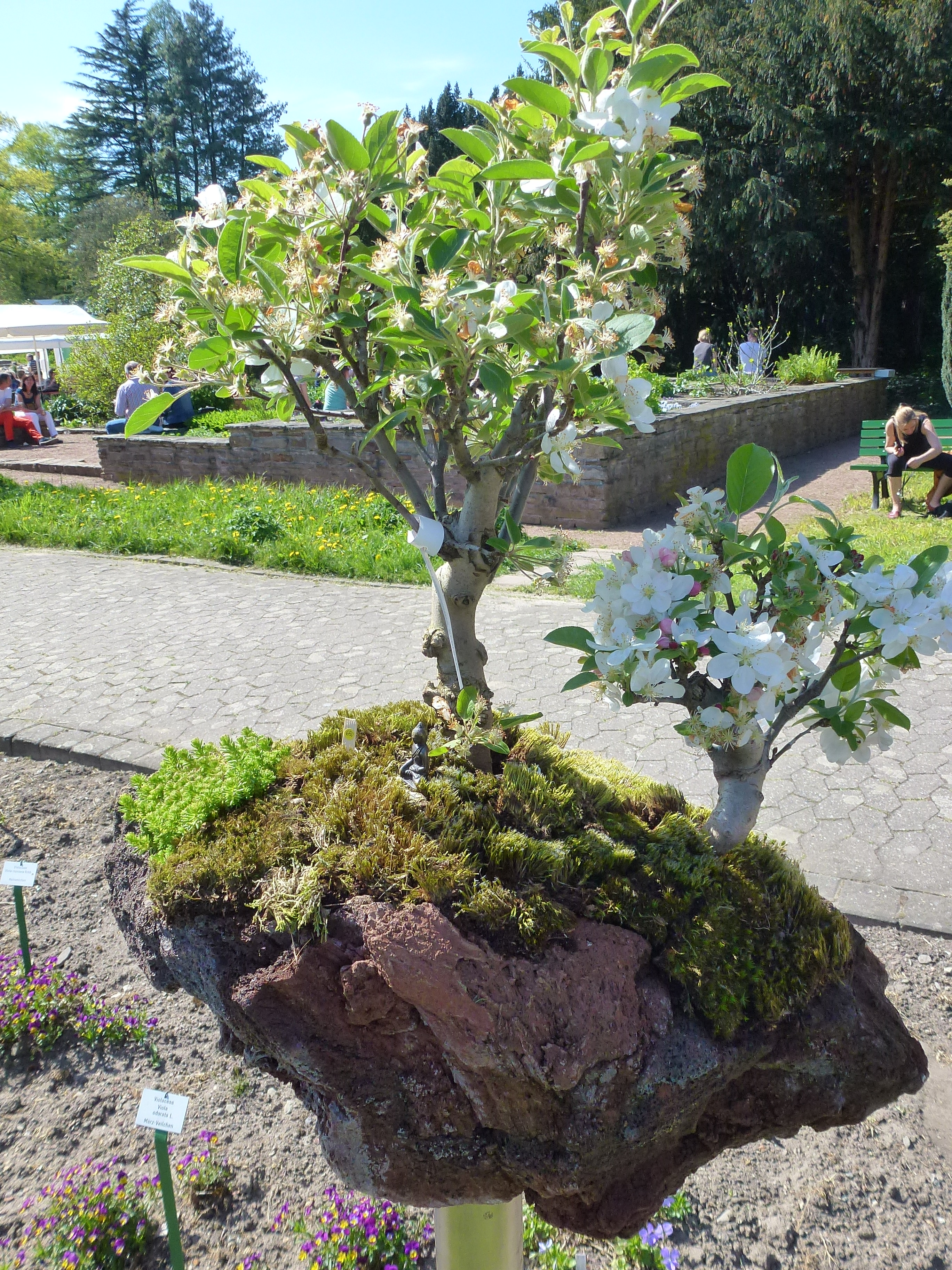
Дерево. Арт-дизайн
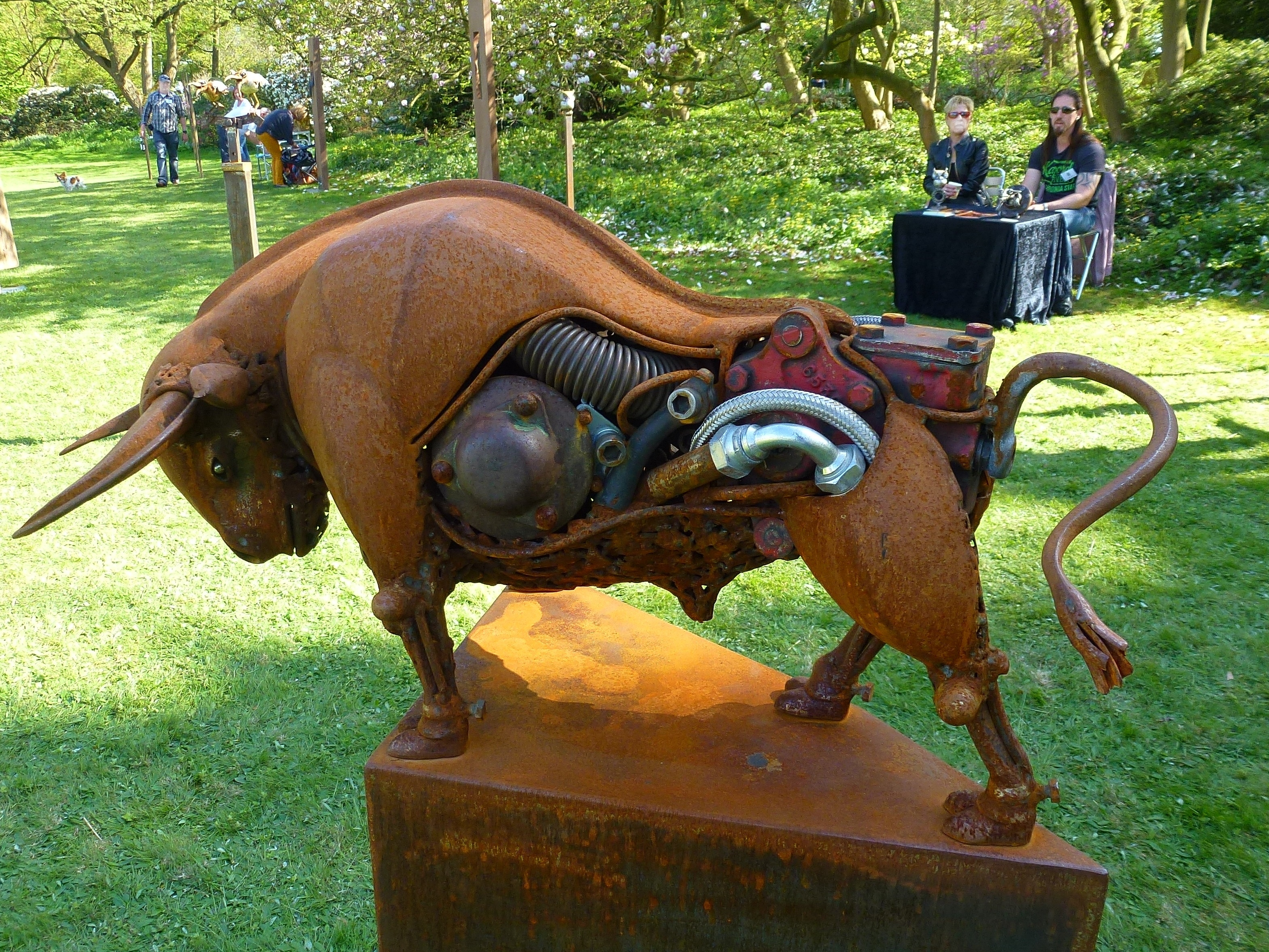
Арт-дизйн, бык
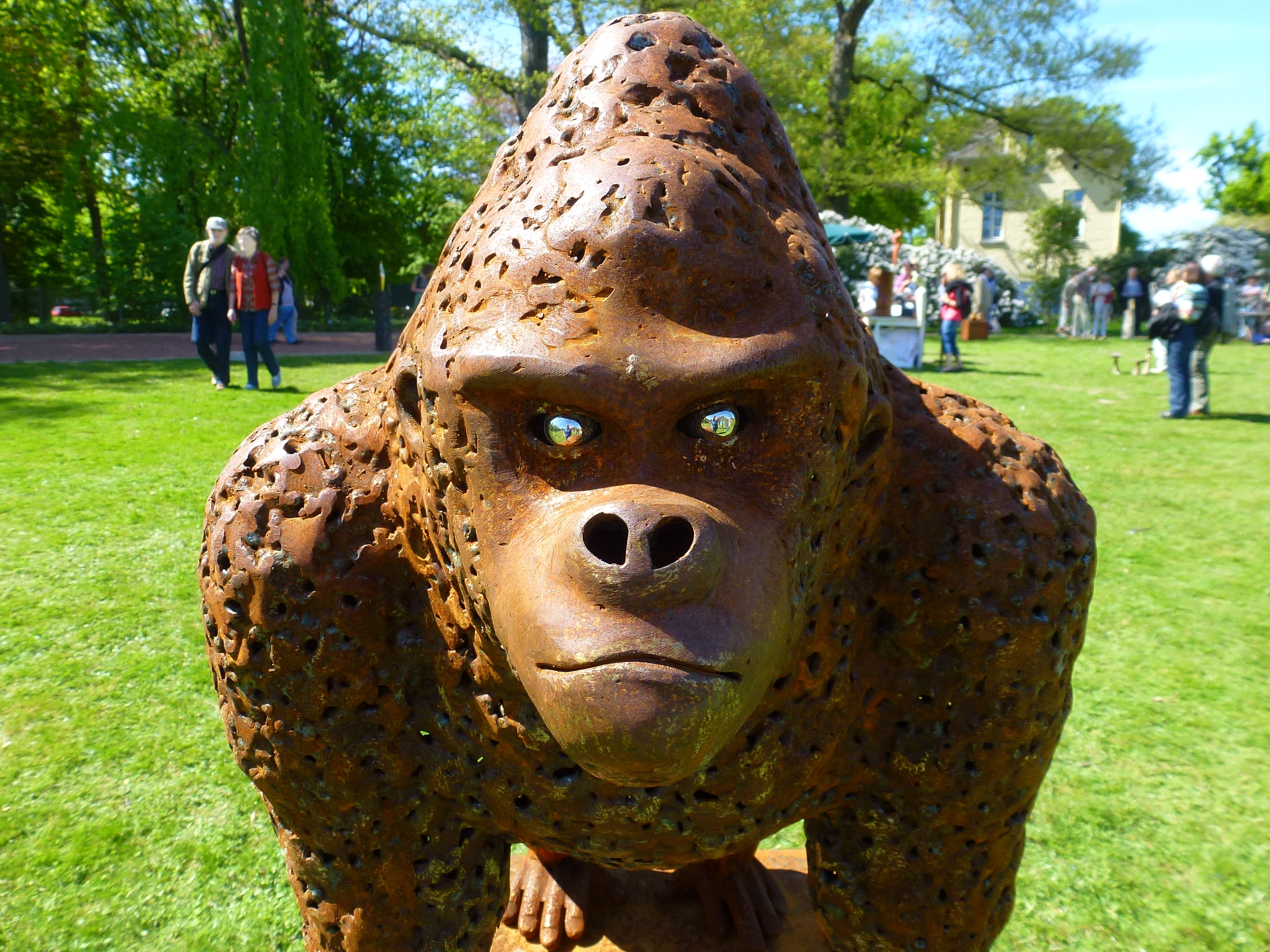
Арт-дизайн, обезьяна
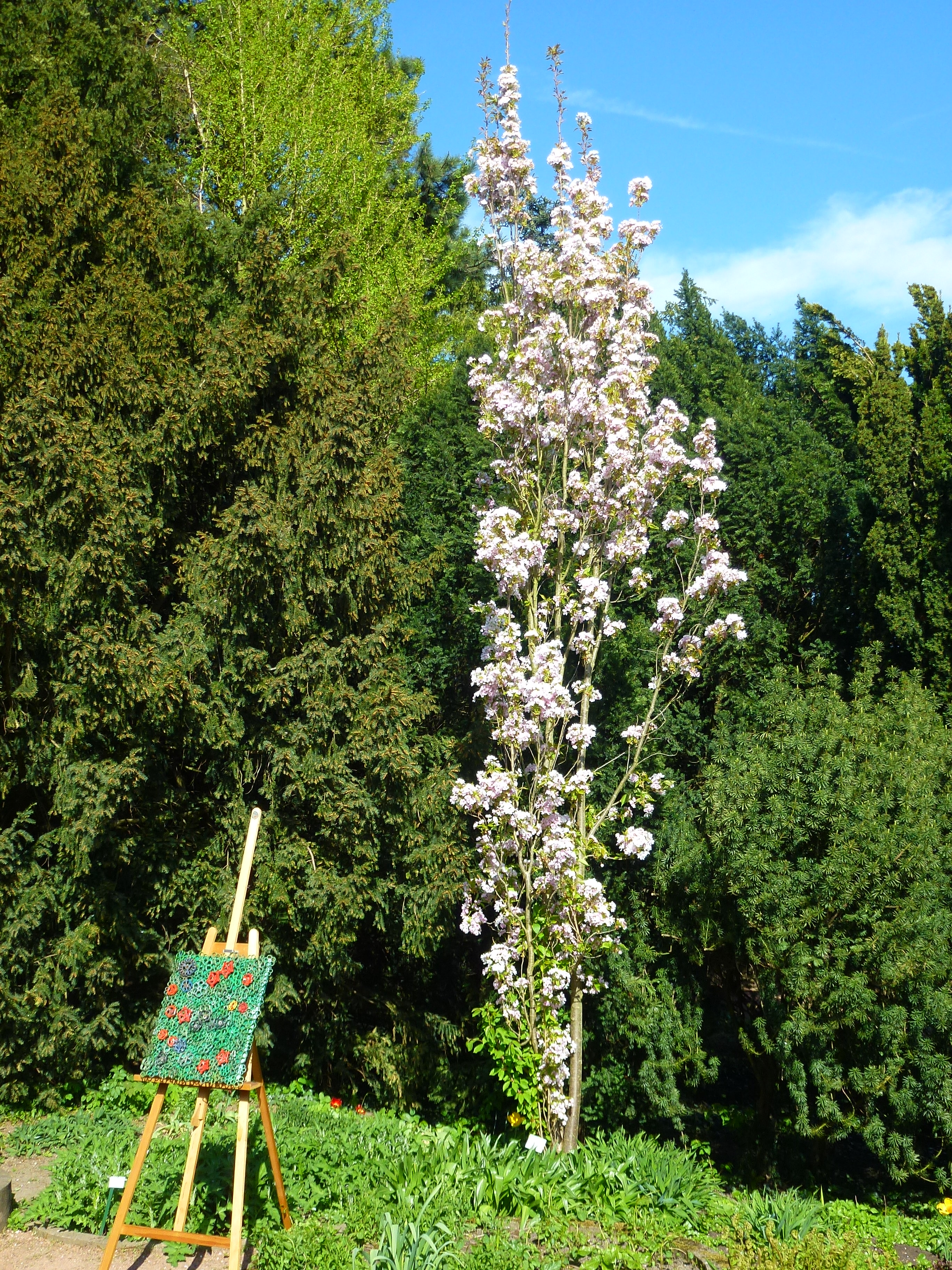
Арт-дизайн, изобразительное искусство
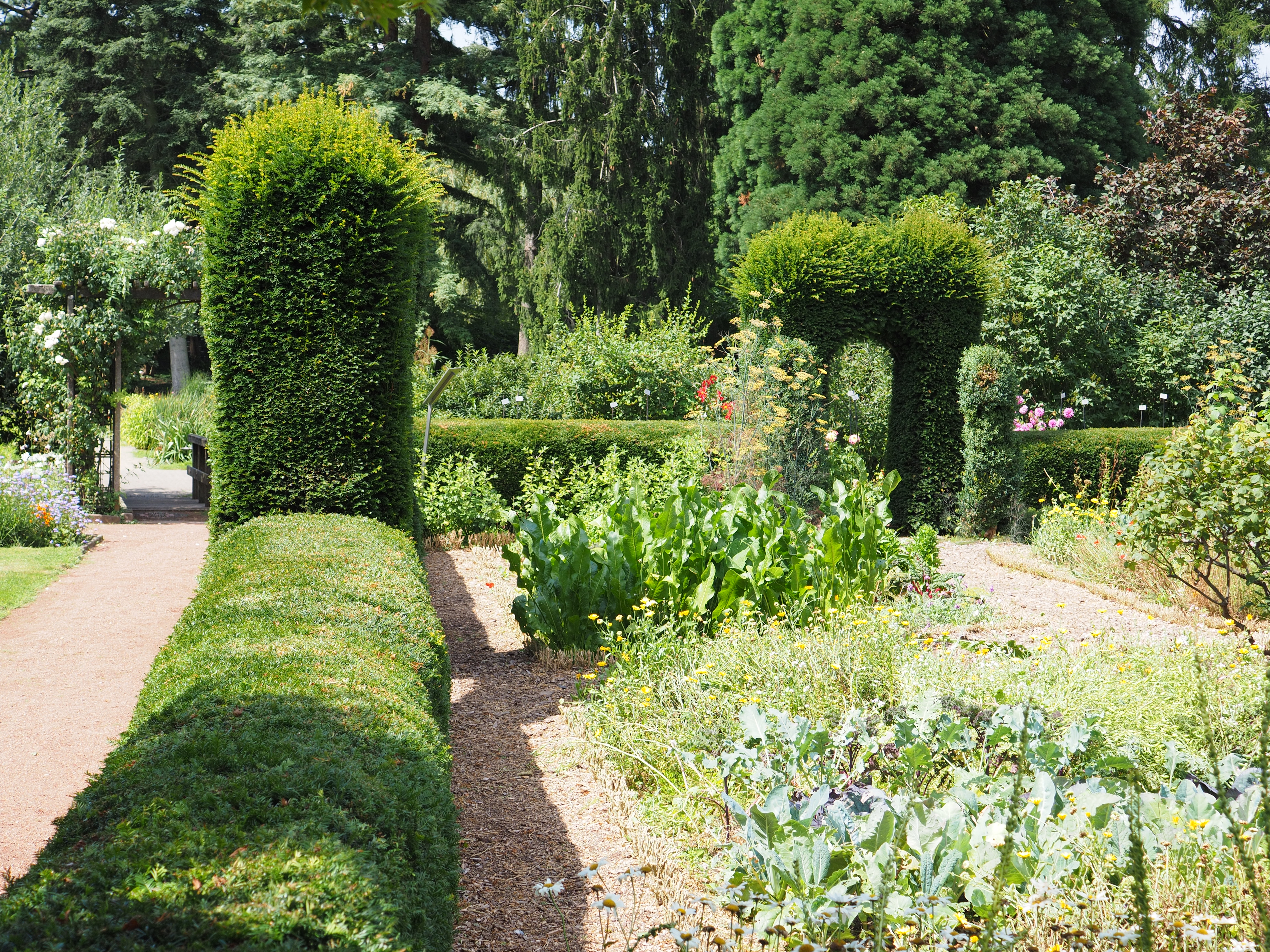
Дизайнерские кустарники

Обмен растений происходит весной и осенью. Посетители могут продавать излишки деревьев, кустарников, цветов, луковиц  семян или трав из собственного сада за небольшую плату или обменять их на другие растения.
Постоянно на территории сада проводятся различные театральные постановки, концерты, выставки. Гиды проводят экскурсии. Организуются экологические выходные.